# TV UFPB
TV UFPB é uma emissora de pública de televisão brasileira sediada em João Pessoa, capital do estado da Paraíba. Opera no canal 43 UHF digital e canal 22 da NET, esteve no ar com transmissão analógica, através do canal 43 que foi outorgada no dia 6 de Janeiro de 2009, cuja portaria regulamentando foi publicada em agosto de 2008, a emissora é associada a TV Brasil.

## História
A emissora foi criada em 17 de fevereiro de 2005 e é mantida pela Universidade Federal da Paraíba. A TV UFPB funcionou em caráter experimental desde o dia 18 de Janeiro de 2005 e passou a ser oficialmente transmitida, afiliada ao Canal Futura, através do canal 22 da NET - operadora a cabo.
No dia 7 de Janeiro de 2009, David Fernandes, diretor do polo multimídia da UFPB, confirmou a concessão do canal aberto.
A TV UFPB passou a transmitir de maneira experimental o seu sinal na TV aberta em 18 de maio de 2012, e iniciou oficialmente suas transmissões em TV aberta no dia 11 de novembro, junto da inauguração de seu novo prédio no Campus Universitário. No ar pelo canal 43 UHF em parceria com a TV Brasil, exibiu a partir daí programas como De Portas Abertas (único programa de teledramaturgia no ar na televisão paraibana), Entre Meios (programa dedicado ao cenário cultural paraibano em suas diversas manifestações), além da série Olhar (um programa de entrevistas que em sua primeira temporada abordou a Internet na visão de pensadores da comunicação como Muniz Sodré, Eliseo Verón, Antônio Fidalgo, entre outros), bem como interprogramas de caráter informativo e de utilidade pública como o Previdência e Você produzido em parceria com o INSS e o Controle Cidadão, em parceria com o Tribunal de Contas do Estado da Paraíba.

## Atualmente[4]
A TV UFPB é parceira da TV Brasil, transmitindo sua programação para a grande João Pessoa pelo canal 43 UHF, integrando-se assim à Rede Pública de Televisão. Transmite também produções locais articuladas por estagiários da própria emissora como o UFPB Acontece, além de produções em parceria com outras instituições como o Nordeste Sim Sinhô e o Canal de Histórias. No dia 03 de julho de 2018, entrou em funcionamento em HD pelo canal 43.1. Sem sinal há anos no canal 22 da Net/Claro.

## Sinal digital
| Canal virtual | Canal digital | Resolução de tela | Programação                                  |
| ------------- | ------------- | ----------------- | -------------------------------------------- |
| 43.1          | 43 UHF        | 1080i             | Programação principal da TV UFPB / TV Brasil |

Transição para o sinal digital
Com base no decreto federal de transição das emissoras de TV brasileiras do sinal analógico para o digital, a TV UFPB, bem como as outras emissoras de João Pessoa, cessou suas transmissões pelo canal 43 UHF em 30 de maio de 2018, seguindo o cronograma oficial da ANATEL.